# Minervarya sahyadris
Minervarya sahyadris es una especie de anfibios de la familia Bufonidae.

## Distribución geográfica y hábitat
Es endémica de los Ghats occidentales en Kerala y Karnataka (India). Su rango altitudinal oscila entre 40 y 200 m s. n. m..

## Estado de conservación
Se encuentra amenazada por la pérdida de su hábitat natural.